# Eleições legislativas de Israel em 1973
As eleições legislativas de Israel em 1973 foram realizadas a 31 de Dezembro e serviram para eleger os 120 membros para a oitava legislatura do Knesset.
A coligação de centro-esquerda Alinhamento voltou a vencer as eleições com cerca de 40% dos votos e 51 deputados. Apesar desta vitória, o partido perdeu quase 7% dos votos em relação a 1969, que se explica pela forma desastrosa como decorreu a Guerra de Yom Kippur.
Na oposição, é de destacar a forte votação do novo partido de direita Likud que obteve mais de 30% dos votos.
Após as eleições, Golda Meir formou governo com o partido religioso e os liberais, mas no ano seguinte Yitzhak Rabin substituiu Meir e formou uma nova coligação com os liberais, socialistas e minorias árabes.

## Resultados Oficiais
| Partido                                                                       | Partido                                   | Votos     | %             | +/-   | Deputados | +/-     |
| ----------------------------------------------------------------------------- | ----------------------------------------- | --------- | ------------- | ----- | --------- | ------- |
|                                                                               | Alinhamento                               | 621 183   | 39,6 / 100,0  | 6,6   | 51 / 120  | 5       |
|                                                                               | Likud                                     | 473 309   | 30,2 / 100,0  | Novo  | 39 / 120  | Novo    |
|                                                                               | Partido Nacional Religioso                | 130 349   | 8,3 / 100,0   | 1,4   | 10 / 120  | 2       |
|                                                                               | Frente Religiosa da Torá                  | 60 012    | 3,8 / 100,0   | 1,3   | 5 / 120   | 1       |
|                                                                               | Liberais Independentes                    | 56 560    | 3,6 / 100,0   | 0,4   | 4 / 120   | Estável |
|                                                                               | Nova Lista Comunista                      | 53 353    | 3,4 / 100,0   | 0,6   | 4 / 120   | 1       |
|                                                                               | Movimento pelos Direitos Civis e pela Paz | 35 023    | 2,2 / 100,0   | Novo  | 3 / 120   | Novo    |
|                                                                               | Progresso e Desenvolvimento (a)           | 22 604    | 1,4 / 100,0   | 0,7   | 2 / 120   | Estável |
|                                                                               | Moked                                     | 22 147    | 1,4 / 100,0   | Novo  | 1 / 120   | Novo    |
|                                                                               | Lista Árabe dos Beduínos e Aldeões (a)    | 16 408    | 1,0 / 100,0   | Novo  | 1 / 120   | Novo    |
|                                                                               | Outros                                    | 75 907    | 5,0 / 100,0   |       | 0 / 120   |         |
| Votos Inválidos                                                               | Votos Inválidos                           | 34 243    | 2,1 / 100,0   | 2,1   |           |         |
| Total                                                                         | Total                                     | 1 601 098 | 100,0 / 100,0 |       | 120 / 120 |         |
| Eleitorado/Participação                                                       | Eleitorado/Participação                   | 2 037 478 | 78,6 / 100,0  | 3,1   |           |         |
| Fonte                                                                         | Fonte                                     | [ 3 ]     | [ 3 ]         | [ 3 ] | [ 3 ]     | [ 3 ]   |
| (a) Partidos satélites do Alinhamento, que representavam os Árabes Israelitas |                                           |           |               |       |           |         |